# Collegio di St Helens South and Whiston
St Helens South and Whiston è un collegio elettorale situato nel Merseyside, nel Nord Ovest dell'Inghilterra, e rappresentato alla Camera dei comuni del Parlamento del Regno Unito. Elegge un membro del parlamento con il sistema maggioritario a turno unico; l'attuale parlamentare è Marie Rimmer del Partito Laburista, che rappresenta il collegio dal 2015.

## Estensione

St Helens South and Whiston dal 2010 al 2024

- 2010-2024: i ward elettorali del borgo metropolitano di Knowsley di Prescot East, Whiston North e Whiston South e i ward del borgo metropolitano di St Helens di Bold, Eccleston, Rainhill, Sutton, Thatto Heath, Town Centre e West Park.
- dal 2024: i ward del borgo metropolitano di Knowsley di Prescot South e Whiston and Cronton (distretto elettorale WC5) e i ward del borgo metropolitano di St Helens di Bold and Lea Green, Eccleston, Rainhill, St Helens Town Centre, Peasley Cross and Fingerpost, Sutton North West, Sutton South East, Thatto Heath e West Park. Parte dell'area del collegio è stato trasferita al nuovo Widnes and Halewood.

## Membri del parlamento
| Elezione | Elezione     | Deputato       | Partito   |
| -------- | ------------ | -------------- | --------- |
|          | 2010         | Shaun Woodward | Laburista |
| 2015     | Marie Rimmer |                | Laburista |

## Elezioni

### Elezioni negli anni 2020
| Partito                    | Partito                                | Candidato                  | Risultati 4 luglio 2024 | Risultati 4 luglio 2024 |
| Partito                    | Partito                                | Candidato                  | Voti                    | %                       |
| -------------------------- | -------------------------------------- | -------------------------- | ----------------------- | ----------------------- |
|                            | Laburista                              | Marie Rimmer               | 18 919                  | 49,74                   |
|                            | Reform UK                              | Robert Kenyon              | 6 974                   | 18,34                   |
|                            | Indipendente                           | James Tasker               | 4 244                   | 11,16                   |
|                            | Conservatore                           | Emma Ellison               | 3 057                   | 8,04                    |
|                            | Verdi                                  | Terence Price              | 2 642                   | 6,95                    |
|                            | Lib Dem                                | Brian Spencer              | 2 199                   | 5,78                    |
|                            |                                        |                            |                         |                         |
| Iscritti                   | Iscritti                               | Iscritti                   | 71 569                  | 100,00                  |
| ↳ Votanti (% su iscritti)  | ↳ Votanti (% su iscritti)              | ↳ Votanti (% su iscritti)  | 38 120                  | 53,26                   |
| ↳ Astenuti (% su iscritti) | ↳ Astenuti (% su iscritti)             | ↳ Astenuti (% su iscritti) | 33 449                  | 46,74                   |
|                            |                                        |                            |                         |                         |
|                            | Esito: collegio confermato a Laburista |                            |                         |                         |

### Elezioni negli anni 2010
| Partito                    | Partito                                | Candidato                  | Risultati 12 dicembre 2019 | Risultati 12 dicembre 2019 |
| Partito                    | Partito                                | Candidato                  | Voti                       | %                          |
| -------------------------- | -------------------------------------- | -------------------------- | -------------------------- | -------------------------- |
|                            | Laburista                              | Marie Rimmer               | 29 457                     | 62,74                      |
|                            | Conservatore                           | Raymond Peters             | 6 974                      | 14,85                      |
|                            | Brexit                                 | Daniel Oxley               | 5 353                      | 11,40                      |
|                            | Lib Dem                                | Brian Spencer              | 2 886                      | 6,15                       |
|                            | Verdi                                  | Kai Taylor                 | 2 282                      | 4,86                       |
|                            |                                        |                            |                            |                            |
| Iscritti                   | Iscritti                               | Iscritti                   | 79 058                     | 100,00                     |
| ↳ Votanti (% su iscritti)  | ↳ Votanti (% su iscritti)              | ↳ Votanti (% su iscritti)  | 50 313                     | 63,64                      |
| ↳ Astenuti (% su iscritti) | ↳ Astenuti (% su iscritti)             | ↳ Astenuti (% su iscritti) | 28 745                     | 36,36                      |
|                            |                                        |                            |                            |                            |
|                            | Esito: collegio confermato a Laburista |                            |                            |                            |

| Partito                    | Partito                                | Candidato                  | Risultati 8 giugno 2017 | Risultati 8 giugno 2017 |
| Partito                    | Partito                                | Candidato                  | Voti                    | %                       |
| -------------------------- | -------------------------------------- | -------------------------- | ----------------------- | ----------------------- |
|                            | Laburista                              | Marie Rimmer               | 35 879                  | 67,84                   |
|                            | Conservatore                           | Ed McRandal                | 11 536                  | 21,81                   |
|                            | Lib Dem                                | Brian Spencer              | 2 101                   | 3,97                    |
|                            | UKIP                                   | Mark Hitchen               | 1 953                   | 3,69                    |
|                            | Verdi                                  | Jess Northey               | 1 417                   | 2,68                    |
|                            |                                        |                            |                         |                         |
| Iscritti                   | Iscritti                               | Iscritti                   | 79 052                  | 100,00                  |
| ↳ Votanti (% su iscritti)  | ↳ Votanti (% su iscritti)              | ↳ Votanti (% su iscritti)  | 52 886                  | 66,90                   |
| ↳ Astenuti (% su iscritti) | ↳ Astenuti (% su iscritti)             | ↳ Astenuti (% su iscritti) | 26 166                  | 33,10                   |
|                            |                                        |                            |                         |                         |
|                            | Esito: collegio confermato a Laburista |                            |                         |                         |

| Partito                    | Partito                                | Candidato                  | Risultati 7 maggio 2015 | Risultati 7 maggio 2015 |
| Partito                    | Partito                                | Candidato                  | Voti                    | %                       |
| -------------------------- | -------------------------------------- | -------------------------- | ----------------------- | ----------------------- |
|                            | Laburista                              | Marie Rimmer               | 28 950                  | 59,82                   |
|                            | Conservatore                           | Gillian Keegan             | 7 707                   | 15,92                   |
|                            | UKIP                                   | John Beirne                | 6 766                   | 13,98                   |
|                            | Lib Dem                                | Brian Spencer              | 2 737                   | 5,66                    |
|                            | Verdi                                  | James Chan                 | 2 237                   | 4,62                    |
|                            |                                        |                            |                         |                         |
| Iscritti                   | Iscritti                               | Iscritti                   | 77 683                  | 100,00                  |
| ↳ Votanti (% su iscritti)  | ↳ Votanti (% su iscritti)              | ↳ Votanti (% su iscritti)  | 48 397                  | 62,30                   |
| ↳ Astenuti (% su iscritti) | ↳ Astenuti (% su iscritti)             | ↳ Astenuti (% su iscritti) | 29 286                  | 37,70                   |
|                            |                                        |                            |                         |                         |
|                            | Esito: collegio confermato a Laburista |                            |                         |                         |

| Partito                    | Partito                                      | Candidato                  | Risultati 6 maggio 2010 | Risultati 6 maggio 2010 |
| Partito                    | Partito                                      | Candidato                  | Voti                    | %                       |
| -------------------------- | -------------------------------------------- | -------------------------- | ----------------------- | ----------------------- |
|                            | Laburista                                    | Shaun Woodward             | 24 364                  | 52,88                   |
|                            | Lib Dem                                      | Brian Spencer              | 10 242                  | 22,23                   |
|                            | Conservatore                                 | Val Allen                  | 8 209                   | 17,82                   |
|                            | BNP                                          | James Winstanley           | 2 040                   | 4,43                    |
|                            | UKIP                                         | John Sumner                | 1 223                   | 2,65                    |
|                            |                                              |                            |                         |                         |
| Iscritti                   | Iscritti                                     | Iscritti                   | 77 971                  | 100,00                  |
| ↳ Votanti (% su iscritti)  | ↳ Votanti (% su iscritti)                    | ↳ Votanti (% su iscritti)  | 46 081                  | 59,10                   |
| ↳ Astenuti (% su iscritti) | ↳ Astenuti (% su iscritti)                   | ↳ Astenuti (% su iscritti) | 31 890                  | 40,90                   |
|                            |                                              |                            |                         |                         |
|                            | Esito: collegio a Laburista (nuovo collegio) |                            |                         |                         |

## Risultati dei referendum

### Referendum sulla permanenza del Regno Unito nell'Unione europea del 2016
|             | Collegio                    | Lasciare UE % | Rimanere in UE % |
| ----------- | --------------------------- | ------------- | ---------------- |
|             | St Helens South and Whiston | 56,1%         | 43,9%            |
| Inghilterra | 53,3%                       | 46,7%         |                  |
| Regno Unito | 51,9%                       | 48,1%         |                  |